# Vasilij Sjuksjin
Vasilij Sjuksjin (russisk: Василий Макарович Шукшин) (født 25. juli 1929 i Srostki i Sovjetunionen, død 2. oktober 1974 i Moskva i Sovjetunionen) var en sovjetisk filminstruktør, manuskriptforfatter og skuespiller.

## Filmografi
- Zjivjot takoj paren (Живёт такой парень, 1964)[1][2]
- Vasj syn i brat (Ваш сын и брат, 1965)
- Strannyje ljudi (Странные люди, 1969)
- Daurija (Даурия, 1972)
- Rejsekammerater (Печки-лавочки, 1972)
- Kalina krasnaja (Калина красная, 1974)